# Villeneuve-au-Chemin

Villeneuve-au-Chemin este o comună în departamentul Aube din nord-estul Franței. În 1 ianuarie 2022 avea o populație de 196 de locuitori.